# Citronsyre
Citronsyre er en middelstærk, trivalent syre med formlen C6H8O7. Det systematiske navn for citronsyre er 2-hydroxypropan-1,2,3-tricarboxylsyre. 
Den findes naturligt i citrusfrugter, men fremstilles hovedsagelig kunstigt. Citronsyre har e-nummeret E330 og anvendes i fødevareindustrien som surhedsregulerende middel. Citronsyre bruges bl.a. også som afkalkningsmiddel.
De tre H+-ioner på citronsyrens carboxylgrupper fraspaltes samtidigt under en citronsyretitrering, hvorfor der kun vises ét ækvivalenspunkt. Citronsyres korresponderende base kaldes citrat.

## Historie
Opdagelsen af citronsyre tilskrives den irakiskfødte alkymist Jabir Ibn Hayyan fra det 8. århundrede.
Middelalderens lærde i Europa var også bevidste om citron- og limefrugters syrlige natur; en sådan viden berettes der om i encyklopædien Speculum Majus (Det store spejl) fra det 13. århundrede, samlet af Vincent af Beauvais. Citronsyre blev isoleret første gang i 1784 af den svenske kemiker Carl Wilhelm Scheele, der krystalliserede det fra citronjuice.
Industriel produktion af citronsyre begyndte i 1860, baseret på den italienske citrusfrugtindustri.
I 1893 opdagede C. Wehmer, at en Penicillium-svamp kunne producere citronsyre af sukker. Mikrobiel citronsyreproduktion blev dog ikke vigtigt i industrien, før 1. verdenskrig afbrød den italienske citruseksport.
I 1917 opdagede den amerikanske fødevarekemiker James Currie, at bestemte stammer af svampen Aspergillus niger kunne fungere som effektive producenter af citronsyre, og det amerikanske firma Pfizer startede en industriel produktion med denne metode to år senere.

## Produktion
I denne produktionsmetode, der stadig er den største i industrien, fodres Aspergillus niger-kulturer med sucrose for at producere citronsyre. Efter at svampen er filtreret ud af den fremkomne opløsning, isoleres citronsyre ved at få det til at bundfælde med kalciumoxid for at frembringe kalciumcitratsalt, som citronsyre gendannes fra ved behandling med svovlsyre.